# Récsei Rita
Récsei Rita (Pécs, 1996. január 30. –) magyar atléta, olimpikon, gyalogló. A Magyar Honvédség Sportszázadának szakaszvezetője.

## Sportpályafutása
A 2013-as ifjúsági világbajnokságon 5 kilométeren 27. helyen végzett. A 2014-es junior atlétikai világbajnokságon 29. lett. A 2015-ös junior Európa-bajnokságon 10 km gyaloglásban 19. volt. 2016 áprilisában az országos bajnokságon teljesítette az olimpiai szintet, ahol 59. lett. A 2017-es atlétikai világbajnokságon 20 km-en 51. lett. A 2017. évi universiadén negyedik helyezést ért el 20 km-en.
A 2024-es párizsi olimpián 20 km-es gyaloglásban a 33. helyen végzett. A gyaloglók vegyes csapatversenyében Venyercsán Bencével párban a 21. helyen végzett.

## Tanulmányok
Középfokú tanulmányait Pécsett végezte, a Ciszterci Rend Nagy Lajos Gimnáziuma és Kollégiumában. Ezt követően 2025-ben Budapestre költözött, hogy felsőfokú tanulmányait az Eötvös Loránd Tudományegyetem Bárczi Gusztáv Gyógypedagógiai Karán folytathassa.

## Rekordjai
20 km gyaloglás
- 1:35:33 (2016. május 1., Békéscsaba) U23-as magyar csúcs